# Дламини-Зума, Нкосазана
Нкосазана Клэрис Дламини-Зума (англ. Nkosazana Clarice Dlamini-Zuma, девичья фамилия — Дламини; род. 27 января 1949, Наталь) — южноафриканский политик и бывший борец с апартеидом. Министр по делам женщин, молодёжи и инвалидов ЮАР с 6 марта 2023 года. Член Африканского национального конгресса (АНК). Министр кооперативного управления и по делам традиций ЮАР с 30 мая 2019 по 6 марта 2023 года. В прошлом — министр в канцелярии президента, ответственный за мониторинг и планирование (2018—2019), председатель комиссии Африканского союза (2012—2017), министр внутренних дел ЮАР (2009—2012), министр иностранных дел ЮАР (1999—2009), министр здравоохранения ЮАР (1994—1999). Депутат Национальной ассамблеи ЮАР с 21 сентября 2017 года.
С 6 марта 2023 года назначена министром при президенте по делам женщин, молодёжи и инвалидов ЮАР.

## Биография
Родилась 27 января 1949 года в провинции Наталь британского доминиона Южно-Африканский Союз (ныне провинция Квазулу-Натал, ЮАР), старшая из восьми детей в семье. Принадлежит к народу зулу.
В 1967 году окончила школу (ныне колледж Адамса в Аманзимтоти, пригороде Дурбана. В 1971 году поступила в Университет Зулуленда близ Эмпангени, где изучала зоологию и ботанику и получила степень бакалавра естественных наук (BSc). Затем поступила в Университет Наталя в Дурбане, где изучала медицину и стала членом Южноафриканской организации студентов (CACO). В 1976 году была избрана заместителем председателя САСО. Неоднократно подвергалась преследованиям со стороны полиции, в результате чего была вынуждена покинуть ЮАР. Продолжила обучение в Бристольском университете в Великобритании, который окончила в 1978 году.
В 1980—1985 годах работала врачом в государственном госпитале в Мбабане, столице Свазиленда, где познакомилась с Джейкобой Зумой, будущем мужем.
В 1985 году вернулась в Великобританию, где поступила в Школу тропической медицины в Ливерпуле (LSTM). В 1986 году защитила научную работу по тропической педиатрии.
В 1988 году основала и стала директором британской благотворительной организации Трастовый фонд здоровья беженцев (Health & Refugee Trust of South Africa, HEART) с штаб-квартирой в Лондоне.
10 мая 1994 года получила портфель министра здравоохранения ЮАР в правительстве под руководством президента Нельсона Манделы. Выступала за запрет курения в общественных местах (в 1999 году принят соответствующий закон).
17 июня 1999 года получила портфель министра иностранных дел ЮАР в правительстве под руководством президента Табо Мбеки. Первая женщина в истории ЮАР, которая стала министром иностранных дел.
10 мая 2009 года получила портфель министра внутренних дел в правительстве под руководством президента Джейкоба Зумы, её бывшего мужа.
На 18-м саммите Африканского союза (АС), который открылся 29 января 2012 года в эфиопской столице Аддис-Абеба, выдвинула кандидатуру на пост председателя Комиссии Африканского союза. Вторым кандидатом являлся действующий председатель Комиссии АС Жан Пинг. После трёх раундов голосования, которые прошли под знаком ожесточенной конкурентной борьбы, ни один из двух кандидатов не получил необходимые две трети голосов в свою поддержку, но Пинг получил немного больше поддержки, чем его оппонент. В связи с этим АС решил отложить выборы.
15 июля 2012 года на 19-м саммите Африканского союза (АС) в эфиопской столице Аддис-Абеба Дламини-Зума избрана председателем комиссии Африканского союза, став первой женщиной, руководящей этой организацией (включая её предшественника Организацию африканского единства) и первым руководителем из ЮАР (ранее действовало негласное правило, согласно которому Нигерия, Египет, Ливия, Алжир и ЮАР не выдвигали своих кандидатов на посты в АС). В первом туре Дламини-Зума имела небольшое преимущество, опередив Пинга на 27 голосов против 24. Во втором туре она получила ещё на два голоса больше, в третьем туре — 33 голоса, в четвёртом — 37 из 51 голосов.
В 2017 году Нкосазана Дламини-Зума заявила о намерении участвовать в выборах лидера Африканского национального конгресса (АНК). 18 декабря 2017 года, на 54-й Национальной конференции АНК проиграла фавориту выборов Сирилу Рамафосе.
28 февраля 2018 года назначена министром в канцелярии президента Сирила Рамафосы, ответственным за мониторинг и планирование.
30 мая 2019  по 6 марта 2023 года ─ министр кооперативного управления и по делам традиций ЮАР.
С 6 марта 2023 года назначена министром при президенте по делам женщин, молодёжи и инвалидов ЮАР.

## Личная жизнь
В 1982—1998 годах была третьей женой Джейкоба Зума. У пары четверо детей: Мшолози (Msholozi; род. 1982); Гугулету (Gugulethu; род. 1984), Нокутхула Номакхаве (Nokuthula Nomaqhawe; род. 1987), Тутукиле (Thuthukile; род. 1989).

## Награды
Государственные
- Национальный орден Мали степени командора (Мали, 2002 год)[14][15].
- Орден Лутули[англ.] в золоте (Южно-Африканская Республика, 2013 год)[16][17].
- Национальный орден Бенина степени Великого офицера (Бенин, 2014 год)[18][19].
- Орден Республики Сербии на ленте (Сербия, 2016 год)[20][21].

Общественные
Имеет почётные звания доктора наук университета Наталя (1995), Бристольского университета (1996), Университета Транскея (1997), Медицинского университета Южной Африки (1999), Римского университета (2013), университета Форт-Хэйр (2014), Сельскохозяйственного и технологического университета Джомо Кениаты (2014).
6 июля 2007 года стала вторым человеком, удостоенным звания «Почетного профессора БГУ» (первым стал генеральный директор ВОИС Камил Идрис). 17 мая 1999 года получила награду Tobacco Free World Award Всемирной организации здравоохранения (ВОЗ). Имеет награду International Women's Forum (IWF) «Женщинам, которые преобразуют мир» (Women who make a difference Award, 2002). Среди её наград — Орден Петра Великого I степени, учреждённый российской Академией проблем безопасности, обороны и правопорядка, который она получила 11 июля 2005 года. Она стала вторым государственным деятелем после президента России Владимира Путина, удостоенным этой награды.